# Galium galiopsis
Galium galiopsis là một loài thực vật có hoa trong họ Thiến thảo. Loài này được (Hand.-Mazz.) Ehrend. mô tả khoa học đầu tiên năm 1958.